# دیکتاتور (آلبوم دارون مالاکیان و اسکارز آن برودوی)
دیکتاتور، دومین آلبوم استودیویی گروه راک و متال آمریکایی دارون مالاکیان و اسکارز آن برودوی است که ازطریق لیبل اسکارد فور لایف در ۲۰ ژوئیه ۲۰۱۸ منتشر شد.

## پس‌زمینه
دارون مالاکیان این آلبوم را طی ده روز در سال ۲۰۱۲ نوشت، تهیه و ضبط کرد. اما دیکتاتور به‌طور رسمی در ۱۶ آوریل ۲۰۱۸ معرفی شد. مالاکیان درمورد تأخیر آلبوم اظهار داشت: «عدم اطلاع از اتفاقاتی که با سیستم آو ا داون می‌افتد، من را از گذاشتن مطالب خودم بازداشت. زمان زیادی گذشته و من واقعاً هیجان‌زده هستم که در نهایت موسیقی‌ام را منتشر کنم.» همچنین او اظهار داشت که آلبوم جدید می‌توانست موسیقی سیستم آو ا داون باشد، اما اعضای گروه نتوانستند در مورد کارگردانی موسیقی به توافق برسند.
زمانی که گروه آلبوم دیکتاتور را اعلام کرد، نام گروه به «دارون مالاکیان و اسکارز آن برودوی» تغییر یافت (قبلاً تنها با نام اسکارز آن برودوی شناخته می‌شد).
پدر دارون، وارطان مالاکیان، مانند اولین آلبوم آنها اسکارز آن برودوی، و آلبوم‌های مزمورایز و هیپنوتایز از سیستم آو ا داون، کاور آلبوم دیکتاتور را طراحی کرد.

## انتشار
«لایوز» به‌عنوان یک تک‌آهنگ در آوریل ۲۰۱۸ منتشر شد. هفته اول فروش «لایوز» در آی‌تونز به صندوق ارمنستان اهدا شد. همچنین موزیک ویدیو گانز آر لودد در ۲۰ فوریه ۲۰۱۹ منتشر شد.

## نمرات
| بررسی جمعی    | بررسی جمعی |
| منبع          | رتبه‌بندی   |
| ------------- | ---------- |
| متاکریتیک     | ۶۴/۱۰۰     |
| بررسی انتقادی |            |
| منبع          | رتبه‌بندی   |
| آرتز دسک      | [ ۱۳ ]     |
| اکسکلین!      | [ ۱۴ ]     |

ایندیپندنت ۴ ستاره از ۵ ستاره را به این آلبوم داد و بیان کرد: «دیکتاتور با پویایی وحشیانه‌ای که تاکنون در سال جاری منتشر شده است، توانایی موسیقی مالاکیان را روشن می‌کند: او علاوه‌بر آواز، تمام سازهای موجود در آلبوم را اجرا می‌کند و خلق‌وخوی درحال تغییر و غوطه‌وری را ایجاد می‌کند که همه‌چیز را از ترش متال گرفته تا متال اوایل دهه هشتاد و همچنین ملودی‌های گیتار متأثر از موسیقی خاورمیانه تحت‌تاثیر قرار می‌دهد.» همچنین آرتز دسک امتیاز ۴ از ۵ را به آلبوم داد و اظهار داشت: «درمجموع، دیکتاتور یک مطلب فوری و در دسترس است، با قلاب‌های مقاومت‌ناپذیر، آوازهای بلند و مقدار دلپذیری از سنگینی.»
اکسکلین! به این آلبوم ۳٫۵ از ۵ ستاره داد و بیان کرد: «دیکتاتور یک نسخه قوی است که بسیاری از عناصر آلبوم‌های پایانی سیستم آو ا داون را بدون لحظات عجیب و غریب از آن رکوردها لمس می‌کند. رکوردی که می‌توانست بزرگ باشد اما هرگز اتفاق نیفتاد.»
متال همر به این آلبوم امتیاز ۳٫۵ از ۵ ستاره داد و گفت: «سخت نیست که آلبوم دیکتاتور یک (لعنت) برای هم‌گروهی‌های او یا حداقل آنهایی که آلبوم بالقوه‌ای در دست دارند خوانده شود. این در تغییر نام بزرگ آنها مشهود است.» - آنها دیگر فقط اسکارز آن برودوی نیستند، بلکه اکنون «دارون مالاکیان و اسکارز آن برودوی» هستند، یک «به‌هرحال چه کسی به شما نیاز دارد؟» در این تغییر وجود دارد. همچنین در این واقعیت وجود دارد که، بله، بسیاری از این آهنگ‌ها به‌راحتی می‌توانستند پشت صفحه‌های خود یک لیبل سیستم آو ا داون داشته باشند.
رولینگ استون این آلبوم را در فهرست ۲۰ بهترین آلبوم متال پایان سال خود در رتبه چهارم قرار داد.

## فهرست آهنگ
فهرست آهنگ‌ها، اقتباس شده از آی‌تیونز استور.
| شماره      | نام                                                      | مدت   |
| ---------- | -------------------------------------------------------- | ----- |
| ۱.         | «لایوز»                                                  | ۴:۰۴  |
| ۲.         | «انگری گورو»                                             | ۳:۳۶  |
| ۳.         | «دیکتاتور»                                               | ۳:۰۰  |
| ۴.         | «فاک اند کیل»                                            | ۳:۳۵  |
| ۵.         | «گانز آر لودد»                                           | ۴:۱۷  |
| ۶.         | «نور فورگت»                                              | ۳:۱۹  |
| ۷.         | «تاکینگ شت»                                              | ۴:۵۰  |
| ۸.         | «تیل د اند»                                              | ۴:۵۵  |
| ۹.         | «وی ونت اوبی»                                            | ۳:۳۹  |
| ۱۰.        | «سیکنینگ وارز»                                           | ۲:۱۸  |
| ۱۱.        | «گی مو «مای سان»» (موسیقی کاور شده از استاماتیس کوکوتاس) | ۲:۵۶  |
| ۱۲.        | «اسیمیلیت» (کاور از اسکینی پاپی)                         | ۳:۳۹  |
| مجموع مدت: | مجموع مدت:                                               | ۴۴:۰۵ |

## اعضا
- دارون مالاکیان – آواز، همه سازها، تولید
- رایان ویلیامز (Pulse Studios) – میکس، مهندسی